# Jabłków
Jabłków – wieś w Polsce położona w województwie wielkopolskim, w powiecie konińskim, w gminie Kramsk. Tworzy samodzielne sołectwo Jabłków.
W latach 1954–1957 wieś należała i była siedzibą władz gromady Jabłków, po jej zniesieniu w gromadzie Kramsk. W latach 1975–1998 miejscowość administracyjnie należała do województwa konińskiego.